# Liste der Monuments historiques in Siewiller
Die Liste der Monuments historiques in Siewiller führt die Monuments historiques in der französischen Gemeinde Siewiller auf.

## Liste der Objekte
| Bezeichnung                | Beschreibung                  | Standort                              | Kennzeichnung | Schutzstatus | Datum | Bild |
| -------------------------- | ----------------------------- | ------------------------------------- | ------------- | ------------ | ----- | ---- |
| Orgel                      | 1862 von Martin Wetzel gebaut | in der protestantischen Kirche (Lage) | PM67001091    | Classé       | 2001  |      |
| Instrumentalteil der Orgel | 1862 von Martin Wetzel gebaut | in der protestantischen Kirche (Lage) | PM67001092    | Classé       | 2001  |      |